# Церковь Троицы Живоначальной (Троицкий, Московская область)
Церковь Троицы Живоначальной в Троицком (каменная) — приходской храм Истринского благочиния Московской епархии, расположенный в посёлке Троицком Истринского района Московской области.
В селе исстари, не позже 1675 года, действовала деревянная Троицкая церковь, а в 1904 году в Троицком на средства фабриканта Сергея Максимовича Попова по проекту архитектора Михаила Литвинова было начато строительство нового, каменного храма того же посвящения. В 1913 году храм в русском стиле был закончен и освящён, в советские годы и во время немецкой оккупации не закрывался.
В 1937 году были репрессированы, а в 1938-м расстреляны священник Троицкой церкви Иоанн Орлов, диакон Пётр Троицкий и староста храма Михаил Строев (причисленные в 2002 году к лику новомучеников).

## Духовенство
- Настоятель храма — протоиерей Димитрий Подорванов
- клирик храма — протоиерей Анатолий Игнашов[5]